# Duplex ordo
De duplex ordo was, van 1876 tot 2010, een regeling waarbij het onderwijs in de theologie aan de openbare universiteiten van Leiden, Utrecht, Groningen en Amsterdam uiteenviel in een levensbeschouwelijk neutraal deel en een kerkelijk deel. Het laatstgenoemde deel, de 'kerkelijke opleiding' tot predikant in de Nederlandse Hervormde Kerk en enkele kleine vrijzinnige kerkgenootschappen, behelsde het onderwijs in vakken die nauw verband hielden met de geloofsleer (dogmatiek) of geloofspraktijk van het kerkgenootschap in kwestie, en werd verzorgd door 'kerkelijk hoogleraren'.
De 'duplex ordo' werd in het leven geroepen door Wet op het Hoger Onderwijs van 1876. Deze had lang op zich laten wachten daar vooral liberalen niet wisten wat ze aanmoesten met de theologische faculteiten: enerzijds vond men ze in strijd met de scheiding van kerk en staat, anderzijds vreesde men dat (hervormde) predikanten -- als dezen zouden worden opgeleid in een kerkelijk seminarie in plaats van aan een universiteit -- ten prooi zouden vallen aan 'onverlichte' ideeën. Dit dilemma werd opgelost door deze faculteiten te voorzien van een 'inpandig seminarie' onder verantwoordelijkheid van de (hervormde) kerk. Naar die 'kerkelijke opleiding' werden vakken als dogmatiek en praktische theologie overgeheveld. Terwijl de Leidse, Utrechtse, Groningse en Amsterdam faculteit der godgeleerdheid haar eeuwenoude naam behield werd ze zo in feite een faculteit der godsdienst- of religiewetenschap: het studievak 'Oude Testament' werd hernoemd tot 'Letterkunde, geschiedenis en godsdiensten van Oud-Israël', 'Nieuwe Testament' tot 'vroeg-christelijke letterkunde', 'Kerkgeschiedenis' tot 'Geschiedenis van het christendom' en daarnaast werden nieuwe, expliciet godsdienstwetenschappelijke vakken hun intrede, met name 'geschiedenis van de godsdiensten in het algemeen' (na de Tweede Wereldoorlog ook godsdientsociologie, godsdienstpsychologie en godsdienstpedagogiek). Tot de jaren tachtig van de twintigste eeuw kon men pas aan de 'kerkelijke opleiding' beginnen na het behalen van het kandidaatsexamen in de theologie. 
Nadat de Nederlandse Hervormde Kerk, de Gereformeerde Kerken en de Evangelisch-Lutherse Kerk in 2004 waren gefuseerd tot de Protestantse Kerk in Nederland gingen hun predikantsopleidingen in 2007 op in de Protestantse Theologische Universiteit. Deze was aanvankelijk gevestigd in Kampen, Leiden en Utrecht. In laatstgenoemde steden werkte ze samen met de openbare theologische faculteit, zij in een andere vorm dan de duplex orde. In 2010 verruilde ze deze partners voor de Vrije Universiteit Amsterdam en de Rijksuniversiteit Groningen. In 2024 verhuisde de PThU opnieuw, naar Utrecht, waar inmiddels ook de Gereformeerde Kerken vrijgemaakt en de Nederlands Gereformeerde Kerken een Theologische Universiteit hadden gevestigd maar de vroegere theologische faculteit van de Universiteit Utrecht was opgegaan in het Departement Filosofie en Religiewetenschappen van de Faculteit der Geesteswetenschappen. 
Nederlandse protestantse kerkgenootschappen kozen vroeger tussen 'duplex ordo' (waarbij ze een groot deel van de predikantsopleiding overlieten aan docenten over wie ze geen zeggenschap hadden) of 'simplex ordo' (waarbij ze zeggenschap hadden over de hele opleiding). De Gereformeerde Gemeenten kozen voor een eigen opleiding, zonder officiële status of erkenning. De Christelijke Gereformeerde Kerken en de Gereformeerde Kerken (vrijgemaakt) kozen voor een eigen, erkende opleiding en hebben als gevolg hiervan 'eigen' universiteiten in respectievelijk Apeldoorn en Utrecht. Wanneer men aan de laatste universiteiten afstudeert heeft men een door de rijksoverheid erkend diploma én (bij de juiste studie) is men gereed voor een kerkelijk ambt.
De term duplex ordo wordt ook wel gebruikt voor de bestuursstructuur van de Nederlandse universiteiten zoals deze bestond vanaf de Hooger Onderwijswet van 1876 tot de inwerkingtreding van de Wet Universitaire Bestuurshervorming (WUB) in 1972. In dit systeem was het bestuur van de universiteit verdeeld over het college van curatoren, belast met het "beheer" van de universiteit, en de Academische Senaat die bestond uit de gezamenlijke hoogleraren met aan het hoofd de rector magnificus, verantwoordelijk voor de academische zaken van de universiteit.